# كيفن والش
كيفن والش (بالإنجليزية: Kevin Walsh)‏ (11 فبراير 1928 بروتشديل في المملكة المتحدة - ) هو لاعب كرة قدم بريطاني في مركز الوسط. لعب مع أولدهام أثلتيك وبرادفورد سيتي ونادي ساوثبورت وMossley A.F.C. ‏.